# Dombóvári Géza
Dombóvári Dombóvári Géza (Schulhof Géza) (Dombóvár, 1848. március 11. – Budapest, 1918. június 1.) ügyvéd, szociológus, jogtudományi író, Bán Edit (1905–1966) képzőművész nagyapja.

## Élete
Apja Schulhof Adolf híres dombóvári, majd pécsi orvos volt. Középiskolai tanulmányait Pécsett, az egyetemet Bécsben, Prágában, majd Budapesten végezte. Behatóan foglalkozott a nemességi és hitbizományi joggal, amelynek elismert specialistája lett. Ferenc József király a magyar jogélet terén szerzett érdemeinek elismeréséül 1885-ben magyar nemességet adományozott neki. Az 1860-as években szóval és tollal élénken részt vett a zsidók emancipációs mozgalmában, Munkásmozgalom Magyarországon című tanulmánya úttörő jelentőségű volt. Az 1870-es és az 1880-as években közjogi cikkei hozzájárultak sok zavaros közjogi kérdés tisztázásához. 1884-ben adta ki Az érvényben levő magyar büntetőtörvények gyűjteménye című kétkötetes, annak idején hézagpótló, a büntetőjogra és bűnvádi eljárásra vonatkozó rendeleteket is felölelő munkáját, majd 1888-ban A magyar büntetőtörvénykönyv magyarázata című, három vaskos kötetre terjedő művét, amely a királyi Kúria gyakorlatát és a külföldi bíróságok felfogását is ismertette.

## Családja
Felesége Pick Klementina (1851–1913), Pick Izsák és Oberländer Sarolta lánya.
Gyermekei:
- Dombóváry Géza (1876–1938) ügyvéd.
- Dombóváry (Schulhof) Melitta Olga Klementina (1876–?). Férje Rott Frigyes (1868–1944) ügyvéd.
- Dombóváry Adrienne Mária Margit (1884–1959). Férje Déry Jenő (1883–1933) bankhivatalnok.

## Művei
- Az érvényben levő magyar büntető törvények gyűjteménye, a kapcsolatos törvények és rendeletek, valamint a bűnvádi eljárásra vonatkozó törvényes intézkedések szószerinti idézésével és tekintettel a magyar kir. Curia, nemkülönben a magyar kir. belügyminiszter, mint harmadfokú bíróság, elvi jelentőségű fontosabb határozataira. (Codex juris criminalis hungarici.) Budapest, 1884. Két kötet.
- A bűntettekről és vétségekről szóló magyar büntetőtörvénykönyv (1878. V. t.-cz.) és az uzsoráról és káros hitelügyletről szóló törvények (1883. évi XXV. t.-cz.) magyarázata, tekintettel a vonatkozó egyéb törvények és rendeletekre s a magyar kir. Curia elvi jelentőségű határozataira. Budapest. 1888. Három kötet. (Új czím-kiadás. Budapest. 1900)
- A munkásmozgalom keletkezése Magyarországon. Előszóval ellátta Mezőfi Vilmos. Budapest. 1895
- A favor defensionis elve és a kir. Curia. Uo. 1903. (Magyar Jogászegyleti Értekezések XXVII. kötet. 3. füzet.) Online
- Fenyítő eljárás és büntetési rendszer Pestmegyében a XIX. század első felében. Budapest, 1906